# Lizzie McGuire
Lizzie McGuire ist eine US-amerikanische Sitcom für Kinder und Jugendliche, die vom 12. Januar 2001 bis zum 14. Februar 2004 auf dem Disney Channel ausgestrahlt wurde.
Die Serie wurde nach zwei Staffeln mit insgesamt 65 Folgen trotz ihres Erfolges eingestellt, da zu der Zeit alle Disney-Serien höchstens so lange liefen, was sich erst mit Raven blickt durch änderte. Abschluss der erfolgreichen US-Serie bildet der Film Popstar auf Umwegen (2003), dessen Titelsong Hilary Duff eine Goldene Schallplatte einbrachte. In dem Film sang sie Why not und What dreams are made of.

## Handlung
Lizzie muss mit ihren Eltern und ihrem hyperaktiven kleinen Bruder Matt alle Probleme durchstehen, die das Erwachsenwerden so mit sich bringt. Damit sie nicht ganz alleine gegen diese Probleme ankämpfen muss, stehen ihr Miranda Isabella Sanchez und David Gordon immer zur Seite. Gordo kennt sie schon ihr ganzes Leben und hat daher auch eine enge Verbindung zu ihm. Wie in einer Episode von Miranda ungewollt verraten wird, war Lizzie in der 4. Klasse in Gordo verknallt. Lizzie merkt gar nicht, dass er ihr gegenüber sehr starke Gefühle hat, denn sie hat nur Blicke für ihren großen Schwarm Ethan Craft. Aber der ist ausgerechnet der beliebteste Junge der Schule und auch ihre größte Feindin Kate Sanders ist an ihm interessiert. Die Diva ist Cheerleader auf Lizzies Schule. Ein stets wiederkehrender Hintergrund-Gag ist Lizzies von einer Lizzie-Cartoonfigur verkörperte innere Stimme, die ausgewählte Aspekte der Handlung hinterfragt und kommentiert.

## Hauptfiguren

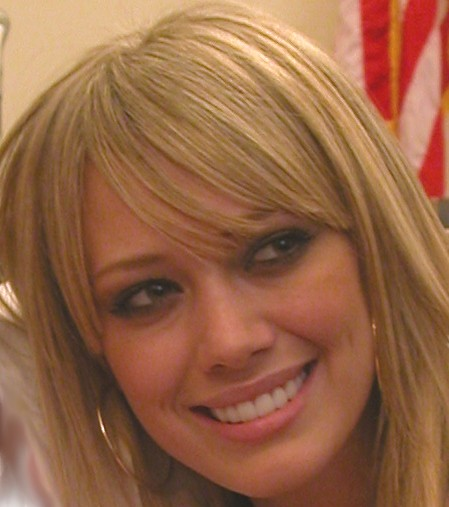
Hilary Duff spielte Lizzie McGuire

Elizabeth „Lizzie“ Brooke McGuire
Elizabeth „Lizzie“ Brooke McGuire (Hilary Duff) wird als ein durchschnittliches, ungeschicktes und unfallgefährdetes Mädchen dargestellt, das ihren Platz in der Welt finden will, obwohl ihr animiertes Alter Ego oft ihre wahren Gefühle sagt. Lizzie gerät ständig in Streit mit ihrem jüngeren Bruder Matt, weiß aber richtig von falsch zu unterscheiden und in den entscheidenden Momenten steht sie immer zu ihrer Familie. Sie ist eine gute Schülerin und hat ein Talent für Rhythmische Sportgymnastik. Lizzie ist oft die Erste, die sich entschuldigt, sie ist unglaublich loyal und manchmal verliert sich Lizzie in ihrer leidenschaftlichen Natur und Impulsivität. Lizzie ist allergisch gegen Schalentiere, insbesondere Austern. In der Folge „Wer-ist-der-Mörder“ findet Lizzie heraus, dass Gordo sie mag, aber sie ist sich nicht sicher, was sie für ihn fühlt. In der letzten Folge der Serie zeigt sie Gordo, nachdem sie seine Nachricht im Jahrbuch gelesen hat, durch einen Kuss auf die Wange, dass auch sie ihn sehr gerne hat. Am Ende des Films Popstar auf Umwegen sind Lizzie und Gordo ein Paar. Im Original wird die kleine Comic-Lizzie ebenfalls von Hilary Duff gesprochen.
Miranda Isabella Sanchez
Miranda (Lalaine Vergara-Paras) ist die Tochter von Edward und Daniela Sanchez und Lizzies und Gordos Freundin. Sie ist sehr selbstbewusst, trägt gerne knallige und ausgeflippte Klamotten und schwärmt ebenso wie Lizzie von Ethan Craft. Obwohl Mirandas Familie aus Mexiko stammt, spricht sie nur gebrochen Spanisch. Obwohl sie und Lizzie nicht immer einer Meinung sind und ihre Freundschaft zwischendurch mal auf der Kippe steht, finden sie am Ende immer wieder zueinander und stehen zusammen. In der Folge „Miranda Superstar“ kommt heraus, dass sie zwar kein Schauspieltalent hat, aber sehr gut singen kann. Sie erscheint weder in den letzten sechs Episoden der Serie noch im Film Popstar auf Umwegen, mit der Begründung, sie sei mit ihrer Familie in Mexiko in den Ferien.
David „Gordo“ Gordon
Gordo (Adam Lamberg) ist der Sohn der Psychologen Howard and Roberta Gordon und mit Miranda und Lizzie befreundet. Lizzie kennt er seit die beiden Babys waren. Er ist klug, schreibt immer gute Noten und hat stets einen guten Rat für seine Freunde und Mitschüler. Er dreht leidenschaftlich gerne Filme (vor allem Dokumentationen) und möchte später einmal den Beruf Filmregisseur ergreifen. Gordo ist Jude und bekommt in der Folge „Gordo wird zum Mann“ seine Bar Mizwa. Durch seine, für sein Alter ungewöhnlichen Interessen (wie z. B. die Musik von Frank Sinatra) oder seinen unauffälligen Kleidungsstil wird er von anderen Schülern oft nicht als „cool“ angesehen, doch es ist ihm stets egal was andere von ihm halten und versucht dies auch seinen Freundinnen zu vermitteln.
Er ist heimlich verliebt in Lizzie, was gegen Ende der Serie auch für den Zuschauer immer offensichtlicher wird, sie jedoch erst am Ende der Serie merkt. Am Ende vom Film Popstar auf Umwegen werden die beiden ein Paar.
Matthew „Matt“ McGuire
Matt (Jake Thomas) ist der hyperaktive kleine Bruder von Lizzie. Er versucht stets seiner Schwester Streiche zu spielen oder seine Taten vor seinen Eltern zu verheimlichen. Im Gegensatz zu seiner Schwester ist er sehr extrovertiert und selbstbewusst, wodurch er oft in Schwierigkeiten gerät. Obwohl er immer wieder beteuert wie sehr ihn seine Schwester nervt, halten die beiden in den entscheidenden Momenten zusammen und unterstützen sich gegenseitig. Seine Freunde sind Lanny Onasis (Christian Copelin) und Melina Bianco (Carly Schroeder).
Joanne „Jo“ McGuire
Jo (Hallie Todd) ist mit Sam Mc Guire verheiratet und die Mutter von Lizzie und Matt. Sie ist sehr aufmerksam und erkennt oft als erste wenn eines ihrer Kinder ein Problem hat oder etwas angestellt hat. Obwohl sie es stets gut meint, treibt sie Lizzie mit ihren „Tipps fürs Leben“ oft in den Wahnsinn, ist aber trotzdem stets zur Stelle wenn sie gebraucht wird. Sie kocht sehr gerne, auch wenn ihre Familie von ihren Kochkünsten nicht sehr begeistert ist und ist handwerklich sehr geschickt.
Samuel „Sam“ McGuireSam (Robert Carradine) ist mit Jo Mc Guire verheiratet und der Vater von Lizzie und Matt. Er arbeitet in einem Büro und sein Lieblingshobby ist es Gartenzwerge zu bemalen. Obwohl er und Jo nicht immer die gleichen Ansicht bei der Erziehung ihrer Kinder haben und er eher mal etwas durchgehen lässt, stehen seine Kinder bei ihm immer an Erster Stelle und er versucht ihnen zu helfen, wo er nur kann. Gegen Ende der Serie freundet er sich mit Lizzies Vertretungslehrer Digby „Mr. Dig“ Sellers an, da sie viele gleiche Interessen (wie Filme oder Musik) haben. Außerdem geht er mit seinen Freunden Jeremy und David gerne zum Football.

## Nebenfiguren
Ethan Craft
Ethan Craft (Clayton Snyder) ist der beliebteste Junge der Schule, in den neben vielen anderen auch Lizzie, Miranda und Kate verliebt sind. Er sieht sehr gut aus, ist sportlich aber nicht gerade der Klügste der Schule und versteht Dinge oft anders als sie gemeint sind. Er spielt sehr gut Minigolf, fährt gerne Skateboard und liebt Spaghetti.
Im Film Popstar auf Umwegen ist er derjenige, der Gordo klarmacht, dass er zu seinen Gefühlen Lizzie gegenüber stehen soll, wenn er nicht für immer nur ihr „Freund“ sein möchte.
Kate Sanders
Kate (Ashlie Brillault) ist Lizzies Erzfeindin und genauso wie Lizzie in Ethan Craft verknallt. Früher war sie die beste Freundin von Lizzie, aber seit sie ihren ersten BH bekommen hat und sich zum beliebtesten Mädchen der Schule entwickelt hat behandelt sie Lizzie und alle anderen wie Ungeziefer und macht ihnen das Leben schwer, wo sie nur kann. Sie ist Kapitän der Cheerleader und stets in Begleitung ihrer besten Freundin Clair Miller unterwegs. Während einzelner Folgen überwinden Kate und Lizzie ihre Differenzen und arbeiten zusammen. Obwohl Kate es nie zugeben würde, macht es ihr Spaß mit Lizzie zusammen zu sein. Im Film wird sie zu einer engen Verbündeten und unterstützt Lizzie bei ihrem Rom-Abenteuer, indem sie Lizzies Verschwinden vor der Lehrerin Miss Ungermeyer deckt.
Clair Miller
Clair (Davida Williams) ist Kates neue beste Freundin und zählt genau wie sie zu den beliebtesten Mädchen der Schule. Nachdem sich Kate in der Folge „Kate im Abseits“ an der Schulter verletzt hat, wirft Clair sie aus dem Cheerleader Team, ernennt sich selbst zum Kapitän und drangsaliert die Schüler noch schlimmer als Kate es je getan hat. Doch nachdem Kate wieder gesund ist und ihren Anspruch klargemacht hat, zieht sie sich wieder in die zweite Reihe zurück und alles ist vergessen.
Lawrence „Larry“ Tudgeman
Larry (Kyle Downes) ist der typische Außenseiter an Lizzies Schule. Er wird als seltsamer Freak dargestellt, der sich nur selten wäscht, die Kleider wechselt oder seine Popel isst. Aber abgesehen von alledem ist er sehr intelligent und wird in der Folge „wahre Freunde“ sogar zum Schulsprecher gewählt (wenn auch eher unbeabsichtigt). In der Folge „Mein Freund Larry“ hat Lizzie ihr erstes Date mit ihm und erkennt, dass er sehr romantisch, aufmerksam sein kann und sich außerdem viele unterschiedliche Interessen hat.
Veruca Albano
Veruca (Rachel Snow) wird als typischer Nerd dargestellt. Sie ist im Matheclub, spielt gerne Herr der Zwerge und in der zweiten Staffel entwickelt sich eine lockere Freundschaft zwischen ihr, Lizzie, Miranda und Gordo. Weiterhin wird gegen Ende der Serie angedeutet, dass Veruca und Larry etwas für einander empfinden.
Lanny OnasisLanny (Christian Copelin) ist ein Freund von Matt. Er spricht nie, die beiden haben aber keine Schwierigkeiten einander zu verstehen.
Melina Bianco
Melina (Carly Schroeder) ist eine Freundin von Matt und mit ihm in einer Klasse. Sie liebt es ihn in Schwierigkeiten zu bringen und ihn zu ihrem Vorteil zu nutzen. Im Film Popstar auf Umwegen ist sie diejenige, die Matt dazu anstiftet Lizzies Geheimnis bei seinen Eltern zu verraten und sie dadurch dazu bringt ihr nach Rom zu folgen.
Coach Kelly
Coach Kelly (Dot Jones) ist die strenge aber gerechte Sportlehrerin an der Hillridge Junior High. Sie unterstützt Lizzie bei ihrer Vorbereitung auf den Wettkampf in Rhythmischer Sportgymnastik und als Lizzie sich in der Folge „Lizzie Mc Guire – ein ganzer Kerl“ unwohl fühlt, weil sie Angst hat, dass alle sie nur als „Kerl“ sehen, erklärt sie ihr, dass Mädchen sowohl weiblich als auch sportlich sein können. Als Beispiel nimmt sie dabei sich selbst, denn sie macht gerne Kraftsport, tanzt aber auch Swing und näht ihre eigenen Kleider.
Digby „Mr Dig“ Sellers
Mr. Dig (Arvie Lowe, Jr.) ist Vertretungslehrer an der Hillridge Junior High. Er wirkt oft ein wenig überdreht, ist aber bei den Schülern sehr beliebt. In der Folge „Abendessen mit Mr. Dig“ freundet sich Lizzies Vater mit ihm an und durch Zufall bringt Matt seine Klassenlehrerin Miss Chapman ebenfalls mit zum Essen und die beiden stellen fest, dass sie sich bereits seit ihrer Jugend kennen und verlassen gemeinsam das Haus.
Mr. Escobar
Mr. Escobar (Daniel R. Escobar) ist der Theater- und Chorleiter an der Hillridge Junior High. Außerdem beaufsichtigt er das Nachsitzen und wirft oft theatralisch seinen blauen Schal um seinen Hals.

## Titellied
Während der KiKA die Serie sendete, wurde ein in Deutsch gesungenes Titellied im Intro verwendet. Disney Channel und Super RTL verwenden dagegen das Originallied We'll Figure It Out von Angie Jaree.

## Besetzung und Synchronisation
| Rolle           | Schauspieler          | Synchronsprecher          |
| --------------- | --------------------- | ------------------------- |
| Lizzie McGuire  | Hilary Duff           | Yvonne Greitzke           |
| Jo McGuire      | Hallie Todd           | Arianne Borbach           |
| Sam McGuire     | Robert Carradine      | Thomas Nero Wolff         |
| Matt McGuire    | Jake Thomas           | Maximilian Artajo         |
| David Gordon    | Adam Lamberg          | Constantin von Jascheroff |
| Miranda Sanchez | Lalaine Vergara-Paras | Marie-Luise Schramm       |
| Kate Sanders    | Ashlie Brillault      | Ilona Brokowski           |
| Ethan Craft     | Clayton Snyder        | Hannes Maurer             |
| Lanny Onasis    | Christian Copelin     |                           |
| Larry Tudgeman  | Kyle Downes           | Florian Knorn             |

## DVDs
Bisher sind folgende DVDs zur Serie in Deutschland erschienen:
Box 1Folgen 1–16
Box 2Folgen 17–32
Box 3Folgen 33–48
Box 4Folgen 49–65